# AB Aurigae
AB Aurigae è una stella Ae di Herbig visibile nella costellazione  dell'Auriga, distante circa 530 anni luce dal sistema solare. È nota per la presenza in orbita attorno ad essa di un disco di polveri che ospita al suo interno dei cospicui addensamenti, che secondo gli astrofisici rappresentano le fasi precoci della formazione di pianeti o nane brune. È stata inoltre ipotizzata la presenza di un compagno circumstellare, denominato AB Aurigae b, in un'orbita piuttosto esterna attorno alla stella.

## Caratteristiche
AB Aurigae è una giovane stella di classe A0 (come ad esempio la nota Vega) con un'età stimata di appena 1-5 milioni di anni. Ha una massa 2,4 volte quella del Sole è una temperatura efficace vicina ai 10000 K. Come altre stelle Ae di Herbig e di pre-sequenza principale simili, è circondata da un denso disco residuo del processo di accrescimento, che è spesso la causa della variabilità delle giovani stelle. La materia sta ancora collassando verso il nucleo, aumentandone la pressione e la temperatura, e in qualche milione di anni entrerà a tutti gli effetti nella sequenza principale.

## Indagini sul disco
La radiazione emessa dal disco alle lunghezze d'onda  dell'infrarosso vicino si estende per oltre 100 unità astronomiche (UA)  dalla stella. Osservato  nell'infrarosso medio il disco appare meno esteso e mostra una zona di separazione tra due strutture distinte: un disco compatto con un raggio di circa 80 UA e un disco diffuso (che costituisce gran parte dell'eco visibile nell'infrarosso vicino) che si estende sino a 170 UA dalla stella. La differenza di luminosità, riscontrata nelle immagini nell'infrarosso vicino e medio, dei due versanti opposti del disco diffuso è dovuta alla sua inclinazione rispetto alla linea di vista:  mentre per il lato vicino non si notano sostanziali differenze, il lato più lontano infatti appare alquanto debole nell'infrarosso vicino, più brillante nel medio.
Le osservazioni nel medio infrarosso hanno inoltre mostrato le dimensioni degli agglomerati di polveri nel disco e la loro temperatura. A partire da queste informazioni, gli astronomi hanno dedotto che i granuli di polvere presenti nel disco si stanno accumulando in strutture considerabili l'equivalente dei planetesimi.
Peculiare è l'emissione di raggi X  proveniente dal sistema, la cui causa è oggetto di speculazione. Alcuni astronomi hanno ipotizzato la presenza di una compagna stellare,  ma la temperatura del gas che produce questa emissione X è troppo bassa per essere imputabile a una stella neoformata; i dati forniti dal XMM-Newton  mostrano però che i raggi X sono prodotti in una regione appena al di sopra della stella. Da ciò si è dedotto che la produzione di raggi X è dovuta alla collisione tra il materiale espulso dalla stella sotto forma di getti polari,  vincolato dal campo magnetico della stella, e il vento di particelle.

## Possibili pianeti

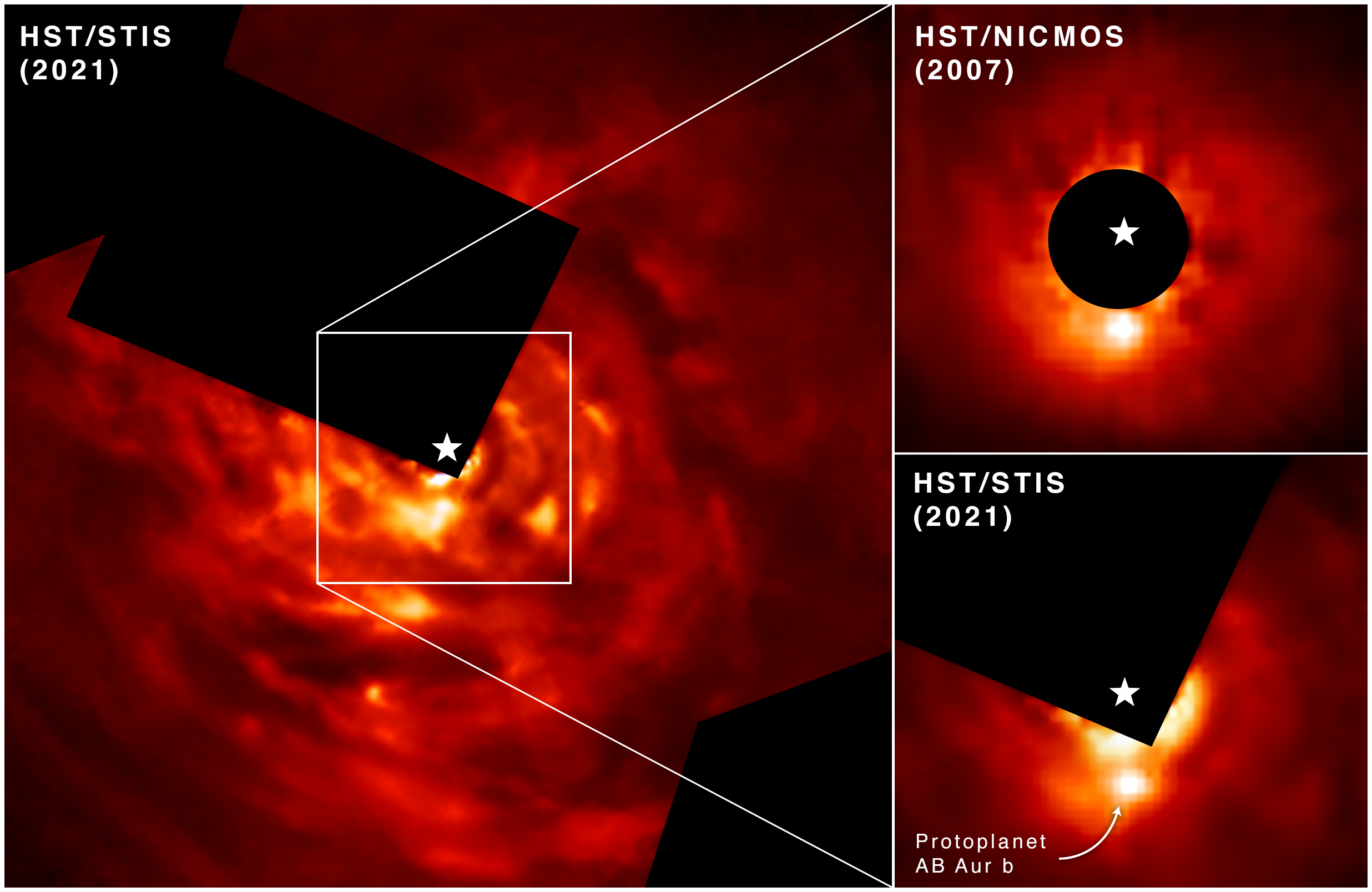
Immagine del disco protoplanetario di AB Aurigae ripresa dal telescopio spaziale Hubble che mostra la posizione del protopianeta nel disco circumstellare.

Un gruppo di ricerca coordinato da B. R. Oppenheimer  ha osservato nel 2008 una struttura anulare nel disco di AB Aurigae ad una distanza compresa tra 43 e 302 UA dalla stella, una regione mai osservata prima di allora. La presenza di una lacuna nell'anello ad un raggio di 102 UA ha indotto a ipotizzare la presenza di almeno un corpo di massa planetaria in formazione ad una distanza orbitale di circa 100 UA.  Tale oggetto potrebbe risultare o un pianeta  massiccio o, più probabilmente, una nana bruna. Tuttavia tale oggetto ipotetico non è ancora stato confermato.
Osservazioni col radiointerferometro ALMA hanno rivelato due bracci a spirale gassosi all'interno del disco. La spiegazione più plausibile di queste formazioni è la presenza di un pianeta invisibile avente un semiasse maggiore di circa 60–80 UA. Un ulteriore pianeta con semiasse maggiore di 30 UA e con un ampio angolo di inclinazione rispetto al disco potrebbe spiegare il vuoto del disco polveroso interno. Il pianeta esterno al 2022 non è stato ancora rilevato; il limite superiore della sua massa è di 3-4 masse gioviane, incoerente con le strutture a spirale osservate nel disco. Il grumo simile a un pianeta osservato nel 2022 alla prevista separazione di 93 UA dalla stella, potrebbe essere un disco di accrescimento attorno al pianeta appena formatosi o la regione del disco instabile che si sta attualmente trasformando nel pianeta. La sua massa è stata stimata in 9 volte quella di Giove, tuttavia essa si sta ancora accrescendo, a un tasso di ~1,1×10−6 MJ all'anno
Prospetto del sistema
| Pianeta | Massa | Raggio  | Sem. maggiore | Eccentricità | Scoperta |
| ------- | ----- | ------- | ------------- | ------------ | -------- |
| b       | 9 MJ  | 2,75 MJ | 93,9 UA       | 0,4±0,2      | 2008     |